# Nematalosa papuensis
Nematalosa papuensis är en fiskart som först beskrevs av Munro, 1964.  Nematalosa papuensis ingår i släktet Nematalosa och familjen sillfiskar. Inga underarter finns listade i Catalogue of Life.